# Eutropis rugifera
Eutropis rugifera (великолускитий сонячний сцинк) — вид сцинкоподібних ящірок родини сцинкових (Scincidae). Мешкає в Південно-Східній Азії.

## Поширення і екологія
Великолускаті сонячні сцинки мешкають в Індії (Нікобарські острови), Таїланді, Малайзії, Індонезії, Брунеї та на південному сході Філіппін. Вони живуть в заболочених і діптерокарпових лісах, на галявинах, на висоті до 900 м над рівнем моря.